# Luisa Villar Liébana
Luisa Villar Liébana (Torredonjimeno, 15 de enero de 1950) es una escritora de literatura infantil y juvenil española.

## Trayectoria
Aunque nació en Torredonjimeno, vive en Madrid desde hace muchos años. Licenciada en Filología Hispánica, trabajó como técnica de cultura para el Ministerio de Cultura y otros organismos de la administración, e impartió clases de adultos. Desde hace años se dedica por completo a la escritura.
Ha publicado más de cincuenta libros, la mayoría novelas policiacas y de detectives. Las reseñas de su obra destacan  la elaboración cuidada y bien documentada de sus tramas, sus bellas descripciones, una narración fluida, no exenta de poesía y humor, y dominio de la intriga y el suspense. Ha sido llamada «Dama del Misterio de la Literatura Infantil y Juvenil».

## Obras destacadas
- El ladrón de salchichón. SM, 2003 - 61 páginas  ISBN	8434893843h, ISBN 9788434893849hola
- Hänsel y Sara. Leer-e, 9 de oct. de 2014 ISBN	8415370148h, ISBN 9788415370147h
- Yuri, el pincel. Leer-e, 9 de abr. de 2014. ISBN	8415154305h, ISBN 9788415154303h
- En la luna de Valencia. SM, 2 de jul. de 1999 - 55 páginas. ISBN	8434863545h, ISBN 9788434863545h
- Florín y Cepillo, detectives del mundillo: La momia del faraón Tar-harí. Grupo Planeta Spain, 14 de may. de 2013 ISBN	840811512Xh, ISBN 9788408115120h
- La primavera Ester. Leer-e, 9 de abr. de 2014 ISBN	8415370687h, ISBN 9788415370680h
- Asesinato en la Biblioteca Nacional. Editorial Luis Vives (Edelvives), 2007 - 150 páginas ISBN	8426362192h, ISBN 9788426362193h
- Los siete cabritillos. Ediciones Sm, 5 de nov. de 2007 - 48 páginas ISBN	8467521414h, ISBN 9788467521412h
- El duende de la ñ. Editorial  Luis Vives (Edelvives), 2012 - 140 páginas ISBN	8426385613h, ISBN 9788426385611h
- Un regalo para Kiko. Leer-e, 9 de abr. de 2014 ISBN	8415370709h, ISBN 9788415370703h
- Muerte en el zoo. Editorial Luis Vives (Edelvives), 2003 - 93 páginas ISBN	8426351204h, ISBN 9788426351203h
- El caso de la jirafa fantasma. Ediciones Sm, 2004 ISBN	8467501235h, ISBN 9788467501230h
- El misterio de la Gata Maga. SM, 2003 - 71 páginas ISBN	8434894238h, ISBN 9788434894235h
- La flor del tamarindo. SM, 2003 - 60 páginas ISBN	8434885352h, ISBN 9788434885356h
- Misterio en el campo de golf. SM, 2003 - 77 páginas ISBN	8434894246h, ISBN 9788434894242hh
- El robo de las Meninas. Editorial Luis Vives (Edelvives), 2003 - 163 páginas ISBN	8426349749h, ISBN 9788426349743h
- El enigma Guggenheim. –en coautoría con Mariano Gabriel Epelbaum-. Edebé, 2008 - 256 páginas ISBN	8423686876, ISBN 9788423686872h
- El tapiz misterioso. SM de Ediciones, 2010 - 60 páginas ISBN	9687791764h, ISBN 9789687791760h
- La cabeza de Goya. –en coautoría con Mariano Gabriel Epelbaum- Grupo EDEBÉ, 2008 - 272 páginas ISBN	8423686884h, ISBN 9788423686889h
- Su-Lin, la niña abandonada. Pearson Alhambra, 2003 - 64 páginas ISBN	8420540218h, ISBN 9788420540214h
- El misterio del dragón de ojos de fuego. Heinemann Iberia, S.A., 1 de abr. de 2010 - 99 páginas ISBN	8479423927h, ISBN 9788479423926h